# Tamara (bande dessinée)
Pour les articles homonymes, voir Tamara.
 (janvier 2024).
Tamara est une série de bande dessinée belge, scénarisée par Zidrou, dessinée par Darasse et éditée chez Dupuis.

## Synopsis
Ces bandes dessinées illustrent les mésaventures d'une adolescente en surpoids, vivant dans un appartement avec sa mère et son beau-père brésilien, Amandine et Chico, tous deux musiciens délirants, ainsi qu'avec Yoli, la fille de Chico, toujours là pour donner des conseils de drague à sa « grande sœur ».

## Historique
La première apparition de Tamara a eu lieu dans le journal Spirou en 2001 le 7 novembre, et s'appelait au départ « Tamara Boula ». Dupuis a ensuite publié 16 albums de cette série en changeant son nom.
Depuis l'album Ma première fois, Christian Darasse a laissé le dessin à Bosse pour ne plus faire que l'encrage, laissant son collègue s'occuper du crayonné.

## Personnages
- Tamara : Tamara n'est pas si grosse : à peine 20 ou 30 kilos de trop. Devant l'échec de ses régimes successifs, elle doit supporter les quolibets de ses camarades de classe. Si elle est la bonne copine sur qui on peut compter, elle n'a pas pour autant sa langue dans sa poche. Complexée et timide, elle cherche avidement le grand amour [1]. Elle le trouve en sortant avec Diego ; cependant, au tome 12, elle tombe peu à peu amoureuse du frère de Vanessa, Kessi.
- Yoli : De son vrai prénom Yolanda, elle est la sœur par alliance de Tamara. Yoli est maligne et un peu chipie, ce qui ne l'empêche pas d'aimer Tamara comme une vraie grande sœur. Elle va d'ailleurs tenter à plusieurs reprises de l'aider à trouver son âme sœur en lui suggérant ses plans parfois douteux.
- Amandine : Être mère n'est jamais de tout repos, surtout quand on a pour ex-mari un chanteur d'opéra égocentrique et pour fille une ado complexée par son poids. Malgré cela, Amandine réussit à garder sa petite famille dans la bonne humeur. Aidée par son compagnon Chico, elle est prête à affronter les pires crises (financières et autres) avec le sourire.
- Chico : Père de Yoli et compagnon d'Amandine, Chico est un musicien dans l'âme d'origine brésilienne qui aime la fête et apporte toujours la bonne humeur avec lui.
- Jelilah : Jelilah est la meilleure amie de Tamara. Née en Belgique de parents arabes, elle a un père qui considère les garçons comme « un concentré de testostérone » et lui impose les lois les plus strictes. Aidée de Tamara, Jelilah déploie des trésors d'imagination pour sortir en cachette avec son petit ami.
- Diego : Bel hidalgo d'origine chilienne, Diego fait battre le cœur de toutes les filles de la classe de Tamara. Toutes succombent à son charme, Tamara en tête. Elle lui voue un amour secret sans bornes (au point de lui consacrer un Musée de l'Amour) avant de se décider à le séduire ouvertement et à lui déclarer sa flamme [1]. Il est amoureux d'elle et ils sortiront ensemble. Au tome 12, il doit aller en pensionnat et décide de s'enfuir pour rejoindre Tamara. Cependant, durant sa fugue, il reçoit une vidéo (filmée par Wagner) de Tamara et Kessi s'embrassant dans un café. À son arrivée, il décide alors de rompre avec elle. Depuis ils ne se sont plus jamais remis officiellement ensemble, bien qu'ils soient restés de bons amis.
- Wagner : Secrètement amoureux de Tamara, Wagner n'ose pas lui avouer ce qu'il ressent pour elle ; il passe son temps à se moquer d'elle et à lui jouer de vilains tours. Quand il a su que Tamara sortait avec Diego, il a juré de séparer le couple et de récupérer « sa » Tamara, jusqu'à ce qu'il tombe amoureux d'Anaïs.
- Zak : De son vrai prénom Isaac, éternel ami de Wagner, Zak le suit dans tous ses tours et toutes ses bêtises. Encore indécis face à sa sexualité, il pense être tombé amoureux de Diego et veut également séparer le couple idyllique. Plus tard, il rencontrera Ivan Artichov, un nutritionniste avec qui il formera un couple à distance.
- Anaïs : Elle a réussi à séparer le couple un moment, mais est prise de remords. Elle finit par tomber amoureuse de Wagner quand il a voulu la consoler.
- Philippe-André : Remarié avec une riche blonde ridicule, Philippe-André Trémolo n'est pas un père idéal : il ne voit sa fille Tamara (Trémolo) qu'à de rares occasions et ne lui prête aucune attention, préférant se vanter de sa carrière internationale. Il a d'ailleurs une obsession pour Sergeï Stockenstrumpfsky, un compositeur d'opéra qu'il évoque dans presque chacune de ses discussions. Malgré son aisance financière, il refuse de payer la pension alimentaire dont son ex-femme a besoin pour subvenir aux besoins de sa fille [1]. Il vient parfois à l'improviste chez la famille de Tamara, mais en ressort la plupart du temps très vite rejeté par la famille elle-même, qui le trouve particulièrement exaspérant de par ses propos ou son narcissisme.
- Vanille : De son vrai prénom Vanessa, elle rencontre Tamara en la défendant à la piscine d'un homme s'attaquant à son physique, et elles deviennent amies. Elle est blanche, a des cheveux blonds et des yeux verts. Pourtant, sa famille est noire. (Elle a été adoptée.) C'est aussi elle qui fait se rencontrer Tamara et son frère Kessi. Ils deviennent de plus en plus amoureux.
- Kessi : Kessi est, comme Babacar, un des triplés de la famille Matshumbé. Il sort avec une certaine Dounia depuis cinq ans et fait des études de diététicien. Après avoir rencontré Tamara par l'intermédiaire d'un dîner organisé par Vanille, ils vont commencer à se voir fréquemment et Kessi va même lui présenter sa copine. Cette dernière ne se doutant de rien, les obligera à se voir régulièrement pour que Kessi aide Tamara à maigrir. Au fil du temps, ils vont tomber amoureux malgré eux. Dounia le découvrira mais pardonnera Kessi, ce qui ne fut pas le cas de Diego pour Tamara.
- Miette: cette mannequin XXL va devenir amie avec Tamara et la convaincre de s'assumer sur Instagram.

## Publications

### Albums
Éditions Dupuis
1. Combien ? (2003)
2. C'est bon l'amour ! (2004)
3. Tout est bon dans le garçon ! (2005)
4. Faites comme chez vous ! (2006)
5. … À la folie ! (2007)
6. Tu dépasses ! (2008)
7. Ma première fois (2009)
8. Oh le salaud ! (2010)
9. Diego… (2011)
10. Maman, je rigole ! (2012)
11. Quelle famille d'enfer ! (2013)
12. Loin des yeux… (2014)
13. Entre les deux, mon cœur balance… (2015)
14. Amies pour la vie ! (2016)[2]
15. #Grosse !, 2017
16. Taille adulte, 2018
17. La revanche d'une ronde, (2016) (Hors-série)

## Adaptation au cinéma
Au cinéma, Alexandre Castagnetti réalise Tamara, film français sorti en 2016, adaptation en prise de vues réelles, avec pour principaux protagonistes Héloïse Martin, Sylvie Testud, Rayane Bensetti, Lou Gala, et Bruno Salomone. C'est une production franco-belge Gazelle & Cie avec Nexus Factory.
Le tournage se déroule de novembre à décembre 2015, à Liège et à Bruxelles.
Une suite a été tournée en 2017, Tamara Vol.2, sortie le 4 juillet 2018.